# Elbgermanen

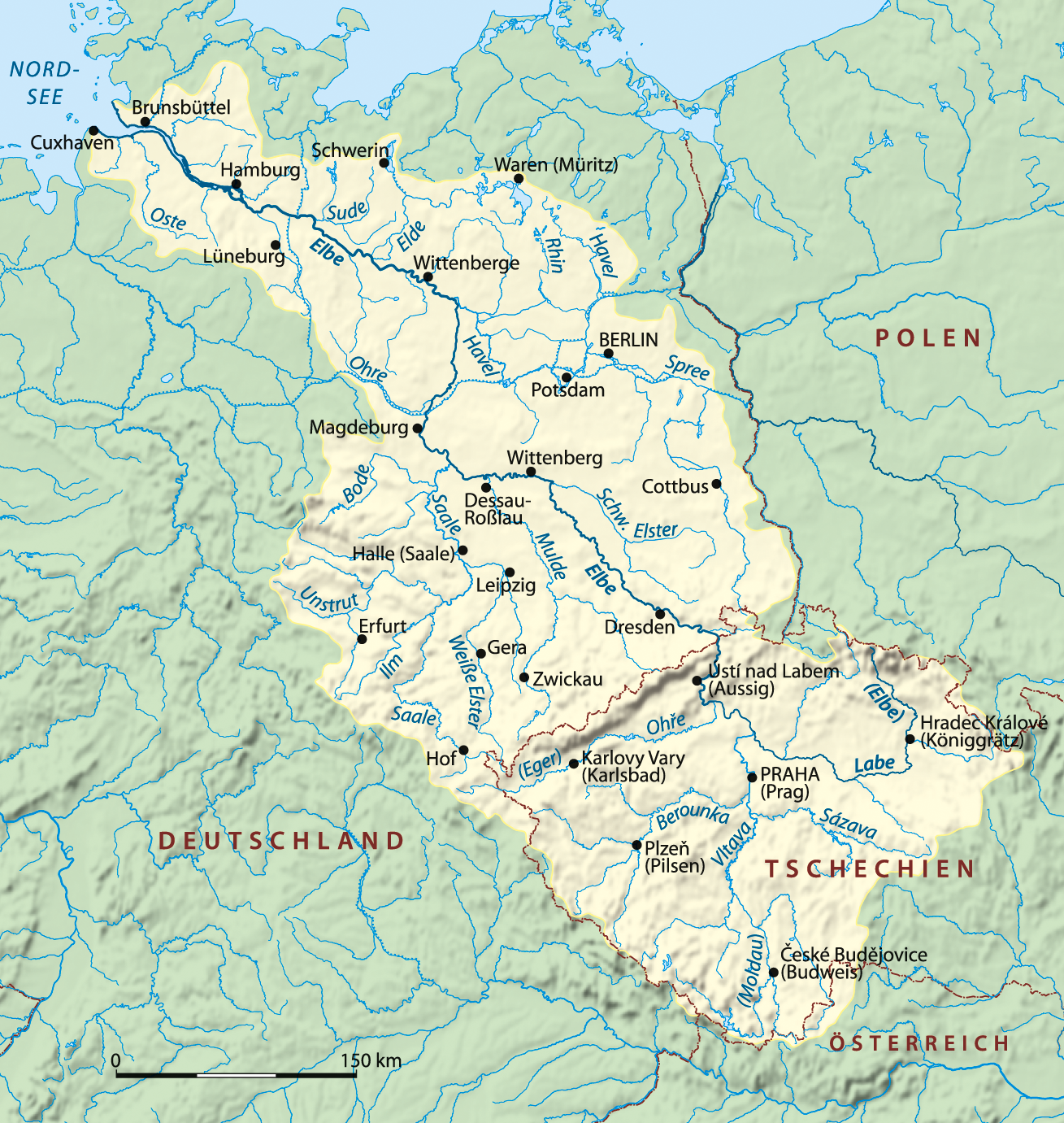
Das Einzugsgebiet der Elbe

Als Elbgermanen bezeichnet man aufgrund archäologischer Funde germanische Stämme, deren Siedlungsgebiet sich von der Elbmündung beiderseits des Flusses bis nach Böhmen und Mähren erstreckte, wobei es im Vorfeld der so genannten Völkerwanderung offenbar zu einer Migration vom Nordwesten elbaufwärts kam, bis die einzelnen Gruppen dort gegen 200 n. Chr. an den römischen Donaulimes stießen. Zu den Elbgermanen zählt man die Semnonen, Hermunduren, Quaden, Markomannen und Langobarden. Historisch werden sie unter Vorbehalt am ehesten mit den suebischen Stämmen gleichgesetzt. Nach früherer Kategorisierung gehörten sie zu den Westgermanen.
Im Unterschied zu den Siedlungsgebieten der Nordsee-, Oder-Weichsel- und Rhein-Weser-Germanen (aus denen später die Franken hervorgingen) kam es im elbgermanischen Siedlungsgebiet zu einer relativ einheitlichen Entwicklung im wirtschaftlichen und gesellschaftlichen Bereich. Dies zeigt sich vor allem an deutlichen Übereinstimmungen in der materiellen und geistigen Kultur (Keramik-, Geräte-, Waffen- und Schmuckformen, religiöse Bräuche u. Ä.). Ursache dafür waren intensive Kontakte sowohl der elbgermanischen Stämme untereinander als auch zu entfernteren germanischen Stammesverbänden.
Jüngere germanische Großstämme, wie die Alamannen, Thuringi und die Bajuwaren, die sich zum Großteil aus kleineren elbgermanischen Gruppen gebildet hatten, werden aus archäologischen Indizien manchmal ebenfalls zu den Elbgermanen gezählt. Friedrich Maurer begründete die These, dass die Elbgermanen überdies auch sprachlich fassbar seien, da es zwischen Alamannisch und Nordgermanisch kulturelle und sprachliche Gemeinsamkeiten gebe. Diese können allerdings genauso gut damit erklärt werden, dass sich solche an der Peripherie der Germania erhalten haben, sie müssen nicht zwangsläufig als alter gemeinsamer Besitz in einer ursprünglichen Nachbarschaft gedeutet werden.

## Archäologisches

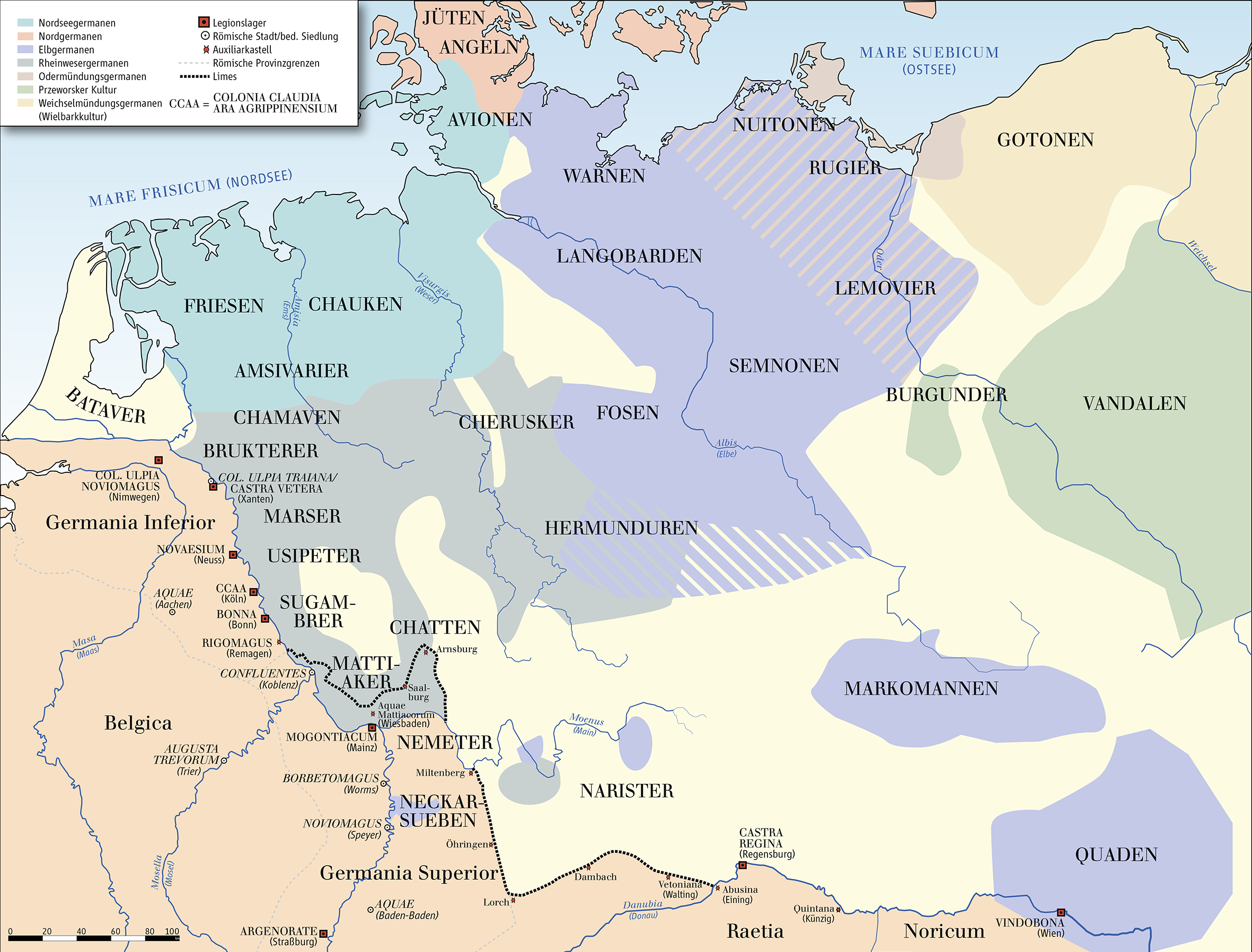
Siedlungsgebiet der germanischen Stämme, 50 n. Chr.

Lange Zeit galt es in der Forschung als selbstverständlich, dass eine einheitliche materielle Kultur sicheren Rückschluss auf die Existenz einer entsprechenden Gruppenidentität zulasse: Man nahm an, archäologische Funde eindeutig mit bestimmten „Völkern“ in Verbindung bringen zu können. In jüngster Zeit wird dies vermehrt bezweifelt, so dass letztlich umstritten ist, ob die „Elbgermanen“ aufgrund ihrer gemeinsamen materiellen Kultur als eine geschlossene Gruppe angesprochen werden können und ob die Ausbreitung der materiellen Kultur tatsächlich Rückschlüsse auf Wanderungsbewegungen erlaubt. Diese materielle Kultur lässt sich archäologisch jedenfalls durch typische Funde identifizieren, die sie von jener der benachbarten Gruppen unterscheiden. Als ihre Vorgängerkultur bis um die Zeitenwende wird traditionell die Jastorfkultur angesehen, auch wenn diese Annahme inzwischen teils ebenfalls bezweifelt wird.
In der älteren römischen Kaiserzeit (ca. 1./2. Jahrhundert n. Chr.) sind es besondere Keramikformen, die die elbgermanischen Funde auszeichnen, vor allem glänzend polierte Gefäße wie Situlen und Terrinen, die mit Mäandern verziert sind. Die Muster wurden dabei mit Rollrädchen aufgetragen. Um die Zeit um Christi Geburt kam es kurzzeitig zu einer politischen Vereinigung elbgermanischer Stämme unter Marbod, über die in römischen Quellen berichtet wird. In der jüngeren Kaiserzeit verschiebt sich das archäologische Bild zu Schalenurnen und einfachen Kümpfen, die auch als „swebische Töpfe“ bezeichnet werden. Zudem gibt es spezielle elbgermanische Formen bei Fibeln und Gürtelschnallen. Daneben sind es vor allem die Bestattungsformen, die die Elbgermanen von ihren Nachbarn unterscheiden. Es herrscht die Urnenbestattung vor, selten sind daneben auch Leichenbrandhäufchen zu finden. Körpergräber gibt es nur vereinzelt. Diese Urnengräber sind jedoch reich mit Grabbeigaben versehen, neben Trachtenbestandteilen wurden Männern Waffen mit ins Grab gelegt und Frauen Schmuckstücke. Im Gegensatz dazu sind bei rheinwesergermanischen und nordseeküstengermanischen Gräbern diese Beigaben selten zu finden. Bei den östlichen Nachbargruppen sind jedoch Brandgruben und Brandschüttungsgräber zahlreicher und auch durch andere Formen von Grabbeigaben unterscheidbar. Daneben ist bei den Elbgermanen teilweise auch eine getrennte Bestattung von Männern (beziehungsweise Kriegern) und Frauen (beziehungsweise Nichtkriegern) auf separaten Friedhöfen oder Friedhofsteilen erkennbar, insbesondere bei den nördlichen Elbgermanen.
In der jüngeren römischen Kaiserzeit werden Grabbeigaben dann seltener, vor allem Waffen werden nicht mehr so oft mit ins Grab gelegt. Durch Unterschiede in den Funden und durch fundleere Zonen lassen sich die verschiedenen Siedlungsgebiete der Elbgermanen unterscheiden. So gibt es eine nördliche Gruppe um die Elbmündung und in Mecklenburg-Vorpommern, eine mittlere Gruppe in Mitteldeutschland, die bis an die Oder reicht, und eine südliche Gruppe in Böhmen, einem Gebiet, das in der römischen Kaiserzeit durchwegs elbgermanisch ist. Ebenfalls elbgermanisch sind Funde in Mähren bis an die slowakisch-niederösterreichische Grenze, die jedoch auch Elemente der Przeworsk-Kultur enthalten. Darunter glaubt man die Markomannen und Quaden archäologisch erkennen zu können. „Elbgermanische“ Funde gibt es in der älteren römischen Kaiserzeit daneben auch verstreut im Südwesten Deutschlands. Man nimmt jedoch an, dass die dortigen Gruppen durch die Nähe zum Obergermanisch-Raetischen Limes allmählich romanisiert wurden. Andere archäologische Fundgruppen am unteren Main und am Rhein, die eventuell mit den Thüringern zu verbinden sein könnten, gehen offenbar in der rheinwesergermanischen Kultur auf.
Vielfach wird vermutet, dass die Ankunft elbgermanischer Gruppen im Vorfeld der römischen Grenzen ab der zweiten Hälfte des 2. Jahrhunderts zu einer starken Beunruhigung geführt habe, da die Neuankömmlinge kaum romanisiert waren und versuchten, Raubzüge im Römischen Reich zu unternehmen. Eine archäologische Zuordnung einzelner Funde zu bestimmten, aus römischen Schriftquellen namentlich bekannten germanischen Gruppen ist jedoch bis heute schwierig und methodisch, wie erwähnt, problematisch. Nur dort, wo Elbgermanen direkt mit den Römern in Kontakt oder Konflikt getreten sind und dies durch schriftliche Quellen gut überliefert ist, lassen sich solche Gleichsetzungen unter Vorbehalt anstellen. Dies gilt etwa ansatzweise für die Alamannen, die im 3. Jahrhundert wiederholt plündernd den Limes überschritten und nach dem Abzug der Römer die Agri decumates besetzten, sowie für die Markomannen, die mit den Römern im späten 2. Jahrhundert am pannonischen Donaulimes im Konflikt gerieten. Andere aus römischen Quellen namentlich bekannte Stämme lassen sich bis dato nicht eindeutig archäologischen Fundgruppen zuordnen. Archäologisch erkennbar ist jedoch, dass jene Gebiete, die ab dem 2./3. Jahrhundert von elbgermanischen Gruppen aufgegeben wurden, etwa in Ostmitteldeutschland und in Böhmen, ab dem 6. Jahrhundert von Slawen besiedelt wurden.
Elbgermanische Funde lassen sich ab dem späten 4. Jahrhundert auch bei römischen Kastellen und Legionslagern in Raetia und Noricum nachweisen, weshalb vermutet wird, dass die Römer dort elbgermanische Krieger als Hilfstruppen bzw. foederati anwarben. Dadurch standen sich in dieser Zeit auf beiden Seiten des Limes elbgermanische Gruppen gegenüber.

## Begriffsgeschichte
Der Begriff Elbgermanen wurde erstmals 1868 von Paul Gustav Wislicenus in seiner Doktorarbeit verwendet, wurde in der Wissenschaft aber erst häufiger benutzt, seit ihn der deutsche Prähistoriker Walther Matthes im Jahr 1931 aufgriff. Der Terminus beruhte zunächst auf teilweise spekulativen Ableitungen aus antiken römischen Quellen. So versuchte man, die vor Christus bei Julius Cäsar erwähnten Sueben sowie die im 1. Jahrhundert nach Christus bei Tacitus, Plinius dem Älteren und Pomponius Mela erwähnten Herminonen (Irmionen) mit den seit dem späten 2. Jahrhundert und in der Spätantike am Donaulimes des römischen Reiches auftauchenden Germanenstämmen in Verbindung zu bringen. Später versuchte die Wissenschaft, mit Hilfe von linguistischen Methoden bessere Erkenntnisse zu gewinnen und sie im völkischen Sinne zu vereinnahmen, darunter als einer der ersten der Sprachwissenschaftler und NSDAP-Mitglied Friedrich Maurer im Jahr 1942. Erst in der zweiten Hälfte des 20. Jahrhunderts wurde vermehrt auch auf die Archäologie zurückgegriffen, wodurch sich eine dritte Informationsquelle erschloss. Dadurch ergaben sich immer wieder neue Erkenntnisse, die bis in jüngste Zeit zu neuen Interpretationen und abgeänderten Theorien führen. Im Jahr 1963 griff der tschechische Archäologe Bedřich Svoboda den Begriff auf und postulierte eine elbgermanische Gemeinsamkeit zwischen Funden in Böhmen und Bayern, die sich später bestätigen ließ.